# Paducah (Texas)
Paducah è un comune (town) degli Stati Uniti d'America e capoluogo della contea di Cottle nello Stato del Texas. La popolazione era di 1.186 abitanti al censimento del 2010. Si trova appena a sud del Texas Panhandle e ad est del Llano Estacado.

## Geografia fisica
Paducah è situata a 34°00′50″N 100°18′14″W (34.013957, -100.303780).
Secondo lo United States Census Bureau, la città ha una superficie totale di 3,91 km², dei quali 3,9 km² di territorio e 0,01 km² di acque interne (0,2% del totale).
Tre U.S. Routes si incrociano nel centro della città. La U.S. Route 83 conduce a nord 32 miglia (51 km) a Childress e a sud 28 miglia (45 km) a Guthrie, mentre la U.S. Route 70 conduce est 36 miglia (58 km) a Crowell e ovest 31 miglia (50 km) a Matador. La U.S. Route 62 segue la US 83 a nord fuori città e la US 70 verso ovest.

## Storia
R. Potts, uno dei primi coloni della regione, si trasferì da Paducah, nel Kentucky, a metà degli anni 1800 e offrì in seguito terra libera in cambio del voto per nominare il nuovo insediamento Paducah e renderlo il capoluogo della contea. Quando la contea di Cottle fu organizzata nel 1892, Paducah divenne ufficialmente il capoluogo della contea. Nel 1891 fu istituito un ufficio postale con Charles H. Scott come direttore postale. Il Paducah Post fu fondato nel 1893 e fu ancora pubblicato settimanalmente negli anni 1980. Nei primi anni 1900 la città aveva una banca, un deposito di legname, una compagnia telefonica, una loggia degli Odd Fellows, una scuola (iniziata nel 1893) e chiese metodiste e battiste. La popolazione di Paducah nel 1903 era di 151 abitanti. La Quanah, Acme and Pacific Railway arrivò a Paducah il giorno di Natale del 1909 e la città fu incorporata l'anno successivo, quando la sua popolazione era di 1.350 abitanti. Il numero dei residenti aumentò a 1.800 nel 1915, ma scese a 1.357 nel 1920; raggiunse un picco di 2.952 abitanti nel 1950, e successivamente scese gradualmente. Il censimento del 1980 registrava 2.216 residenti e quarantotto aziende a Paducah. Negli anni 1980 Paducah era un centro per l'agricoltura e l'allevamento; venivano coltivati cotone, cereali, erba medica, oltre all'allevamento del bestiame, nelle sue vicinanze. Il suo ospedale fu chiuso nel 1985. Le attività della città negli anni 1980 comprendevano un impianto di produzione di benzina e un punto di spedizione per la linea della Burlington Northern Railroad. A quel tempo Paducah manteneva ancora una biblioteca e un museo, un aeroporto e una casa di riposo. Si teneva anche il Cotton Festival ogni settembre e l'Old Settler's Reunion ogni aprile. Nel 1990 la popolazione della città era di 1.788 abitanti. Nel 2000 la popolazione era di 1.498 abitanti.

## Società

### Evoluzione demografica
Secondo il censimento del 2010, la popolazione era di 1.186 abitanti.

### Etnie e minoranze straniere
Secondo il censimento del 2010, la composizione etnica della città era formata dal 79,68% di bianchi, il 10,2% di afroamericani, lo 0,08% di nativi americani, lo 0% di asiatici, lo 0,08% di oceanici, il 7,93% di altre razze, e il 2,02% di due o più etnie. Ispanici o latinos di qualunque razza erano il 22,26% della popolazione.